# Antic traçat del ferrocarril Peguera-Cercs
L'Antic traçat del ferrocarril Peguera-Cercs és una obra del municipi de Cercs (Berguedà) inclosa en l'Inventari del Patrimoni Arquitectònic de Catalunya.

## Descripció
Són les restes de traçat i elements d'obra d'un antic ferrocarril forestal i miner. El recorregut d'aquest ferrocarril està format per cinc seccions de via única, amb la particularitat d'unir-se aquestes seccions a través de quatre plans inclinats de doble via i característiques diferents. L'inici de recorregut descendent comença dins el terme municipal de Fígols i entra al de Cercs just al Túnel dels Graus. Des d'aquest túnel (1.300 m) fa un recorregut de 7 km fins a arribar a Cercs. Dins del municipi existien tres plans inclinats i diferents estructures de fàbrica (ponts, contraforts, carregadors, etc.), dels quals encara se'n conserven restes. Entre aquestes cal assenyalar molt especialment el mateix Túnel dels Graus i el viaducte sobre el torrent de Peguera.

## Història
A partir de 1895 es comença l'activitat minera a Peguera. Després de diferents canvis de propietat, l'any 1906 "Minas de Peguera S.A." inicia la construcció del ferrocarril per baixar carbó de "Mina Pepita" i fusta dels boscos de la zona. Va acabar-se de construir l'any 1910 i enllaçava amb la via del carrilet de Manresa a Guardiola. Va funcionar regularment fins a la clausura de les mines l'any 1928. A partir d'aquesta data solament va fer-ho de forma ocasional per baixar fusta. El 1942 la societat "Serchs S.A." va fer-ne el desmantellament.